# Precis niveistictus
Precis niveistictus är en fjärilsart som beskrevs av Gabriel 1954. Precis niveistictus ingår i släktet Precis och familjen praktfjärilar. Inga underarter finns listade i Catalogue of Life.